# De draadtrekmolen
De draadtrekmolen (Duits: Die Drahtziehmühle) is een aquarel van de Duitse kunstschilder Albrecht Dürer in het Kupferstichkabinett Berlin. Het is een van de vroegste landschappen uit de Europese schilderkunst. Door de papieren drager is De draadtrekmolen gevoelig voor verbleking en wordt hij slechts uitzonderlijk tentoongesteld.

## Totstandkoming

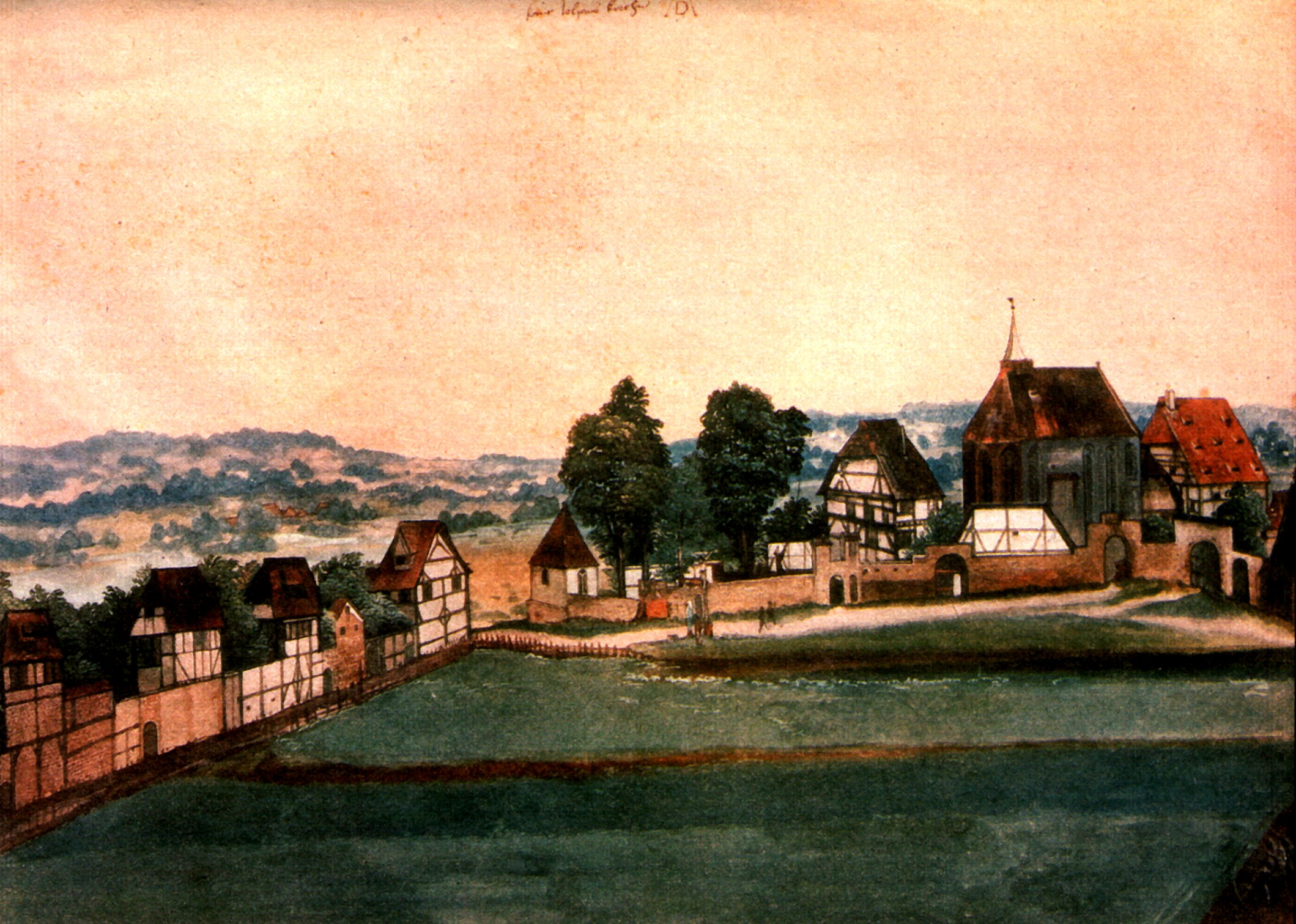
Johannisfriedhof

Meestal wordt het werk gedateerd in de zomer van 1494, na Dürers vierjarige rondreis, of anders net ervoor in 1489-1490. Kort voordien had hij op een gelijkaardig werk het Johanniskerkhof afgebeeld, maar dat ging teloor in de Tweede Wereldoorlog. 

## Voorstelling

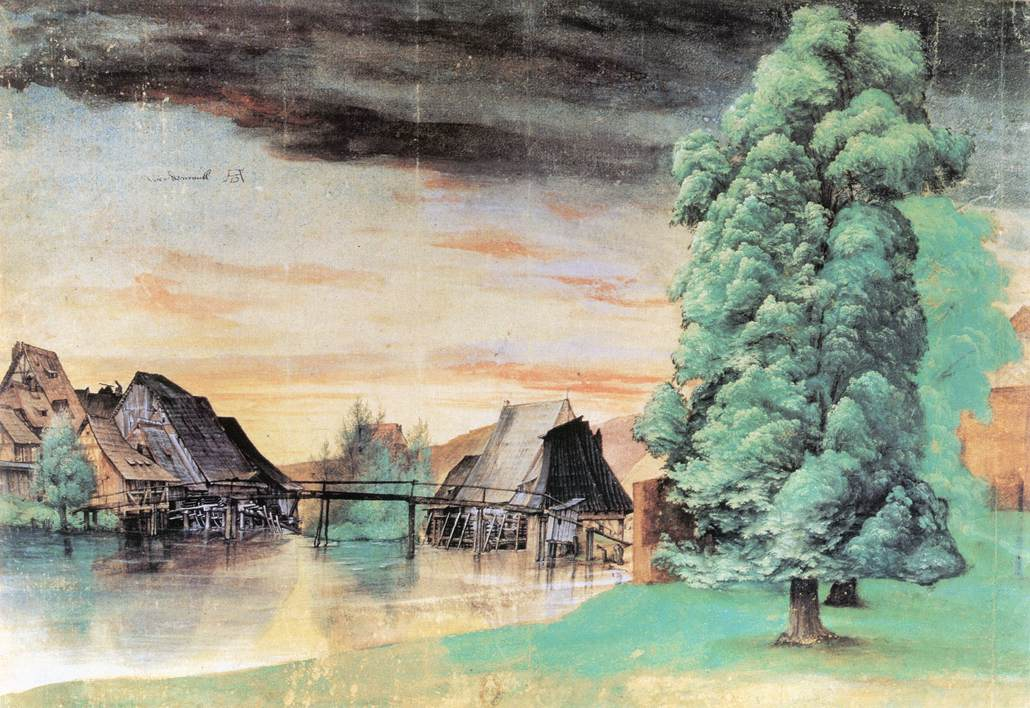
De weidemolens bij Nürnberg

Het werk toont een zorgvuldig uitgevoerd landschap, maar een bescheiden motief: Dürer koos onopmerkelijke gebouwen aan de stadsrand van Nürnberg, langs de rivier de Pegnitz. Volgens de autografe inscriptie trothzich müll gaat het onder meer om een draadtrekmolen. Dit molencomplex was weliswaar innovatieve technologie in die tijd, maar van die technologie is niets te zien en het gebouw valt visueel ook niet te onderscheiden van de andere molentypes op de rivier (tegen een gevel leunt de maalsteen van een graanmolen). IJzerdraad was een belangrijk halffabricaat voor de harnassen die Nürnberg produceerde en ook voor de zeven die werden gebruikt in de lokale papiernijverheid. Enige jaren later gaf Dürer nagenoeg dezelfde site weer vanuit een ander gezichtspunt in De weidemolens bij Nürnberg (1496).

## Voetnoten
1. ↑  Romedio Schmitz-Esser, Um 1500: Europa zur Zeit Albrecht Dürers, 2023